# Auguste Ottin

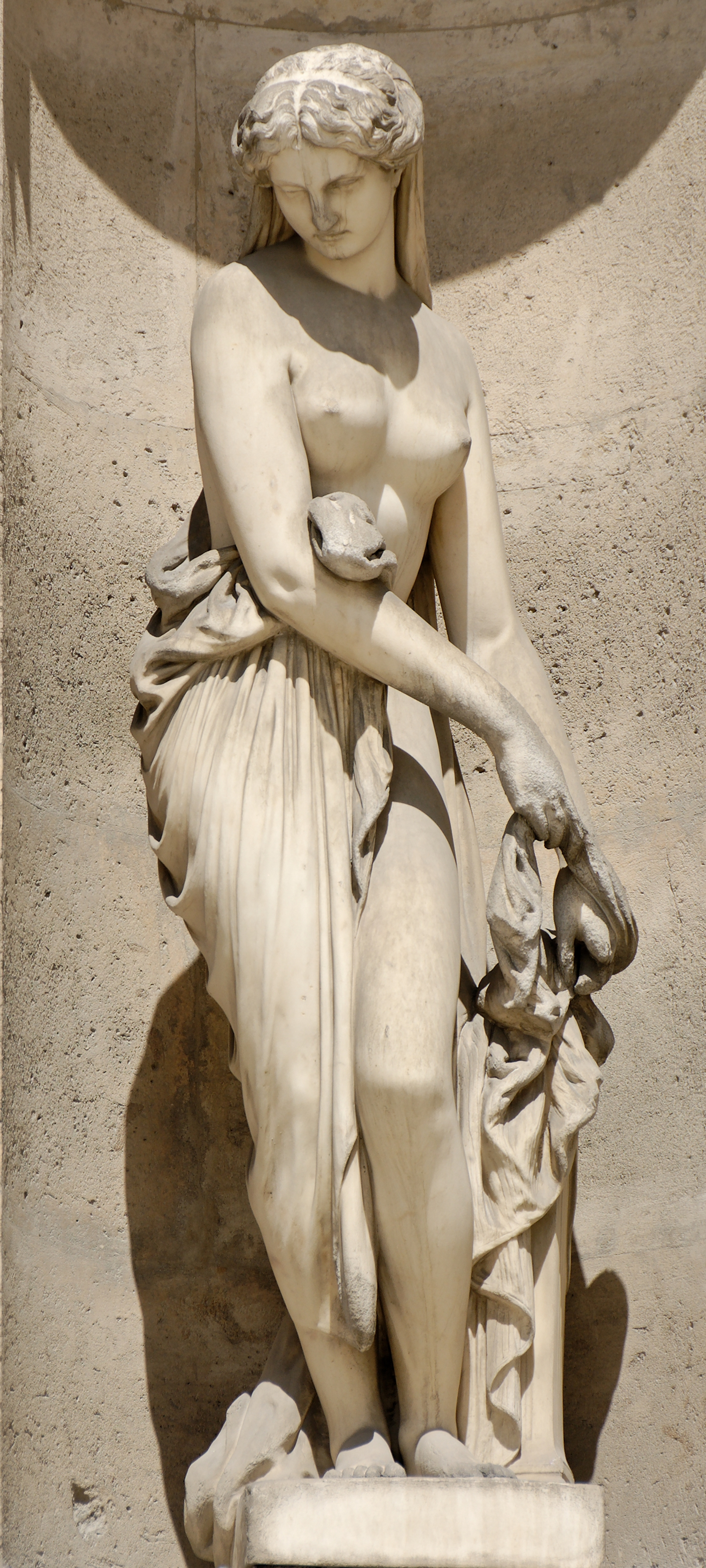
Campaspe zieht sich vor Apelles aus (1883). Nordfassade des Cour Carrée im Louvre, Paris.

Auguste-Louis-Marie Ottin (* 1811 in Paris; † 1890 ebenda) war ein französischer Bildhauer.
Er war ein Schüler von David d’Angers und der École des Beaux-Arts. Im Jahr 1836 erhielt er den Grand Prix de Sculpture für sein Werk Socrate Buvant la Ciguë.

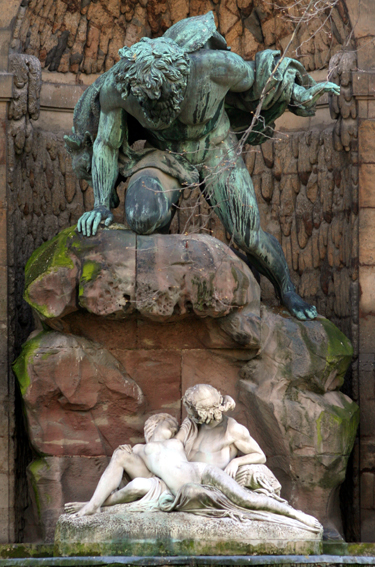
Detail⋅des Médicis-Brunnen im Jardin du Luxembourg
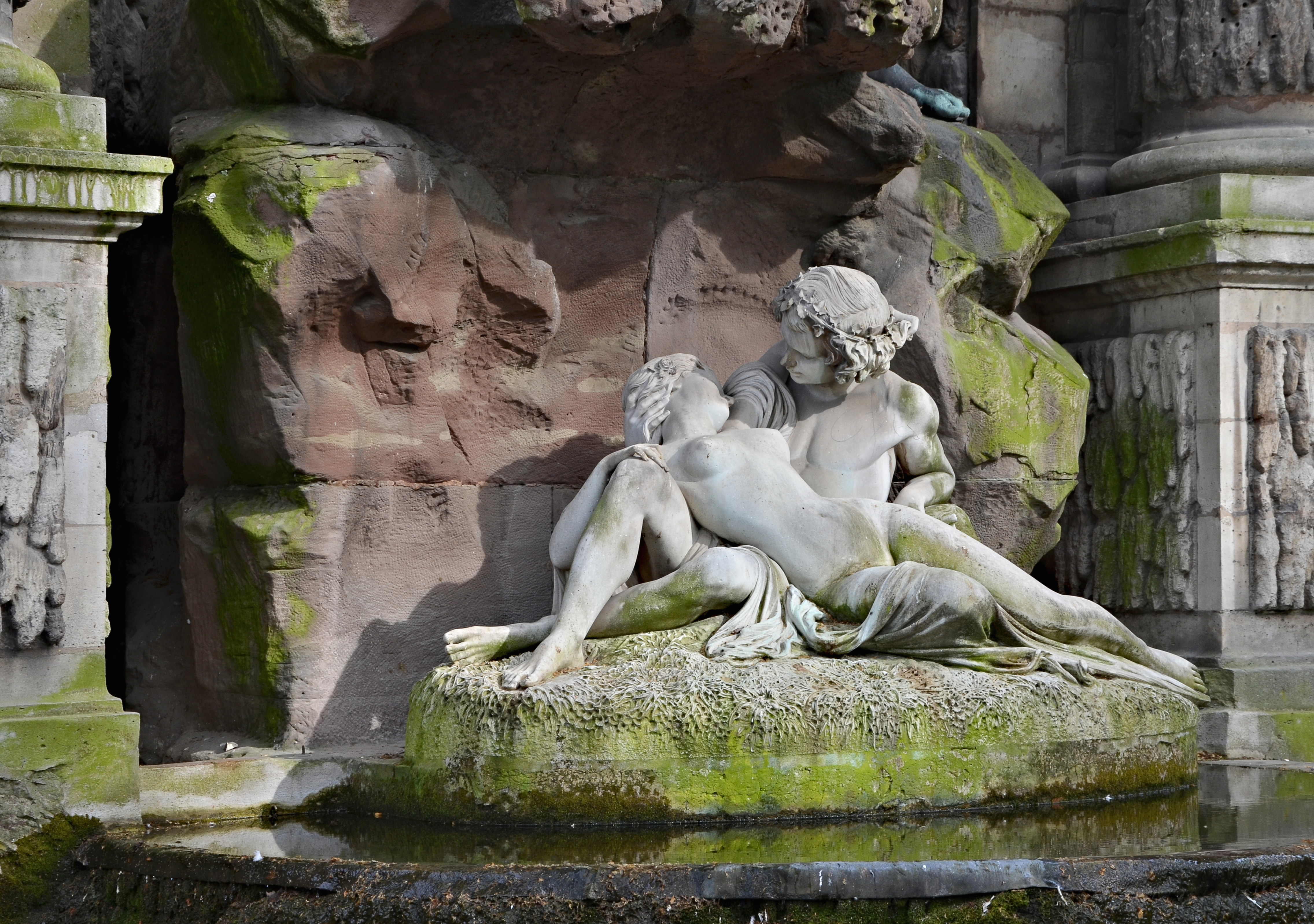
Galatee in den Armen des Acis liegend, Fontaine de Médicis
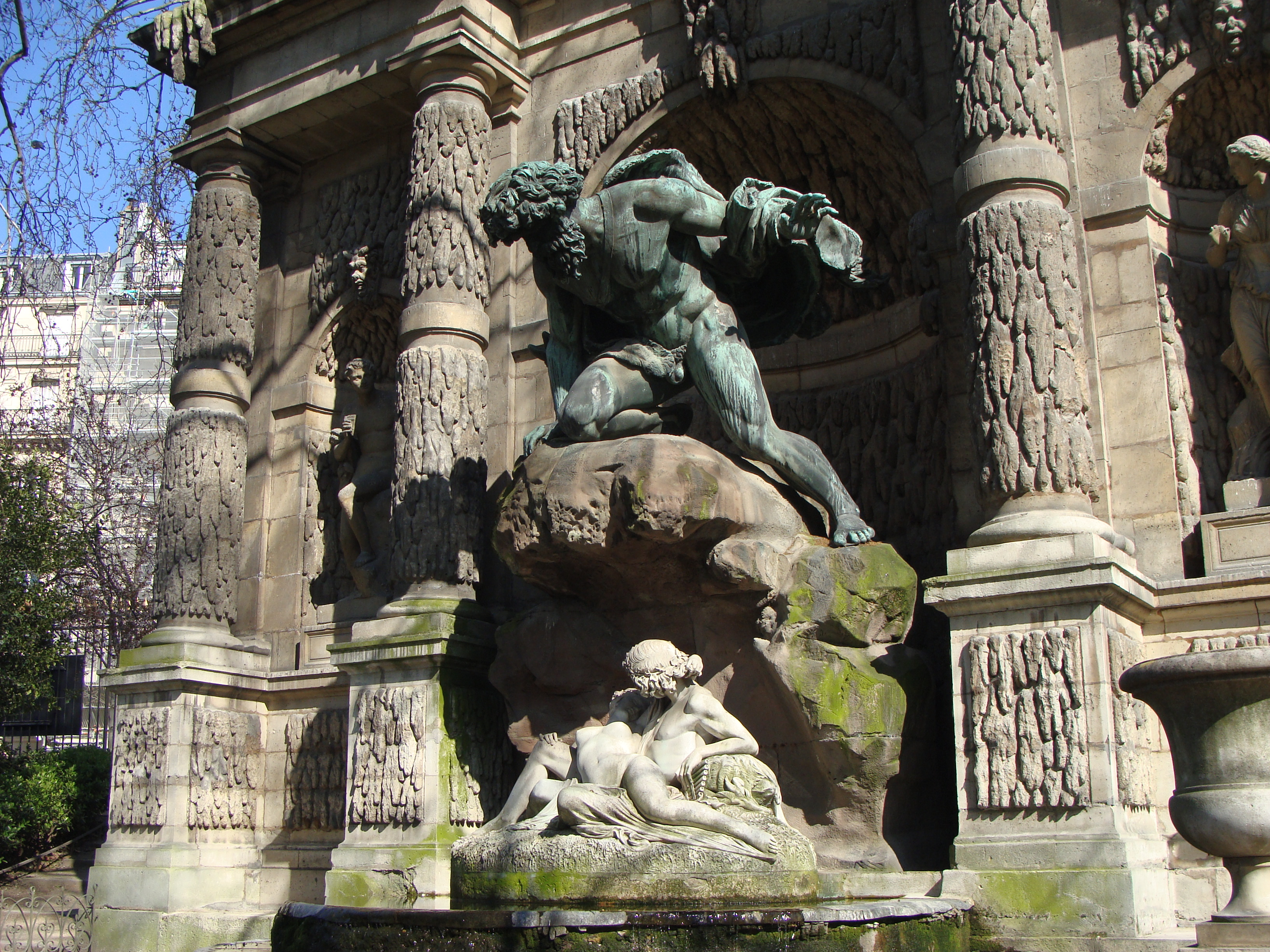
"Zyklop Polyphem entdeckt Galatea und Acis
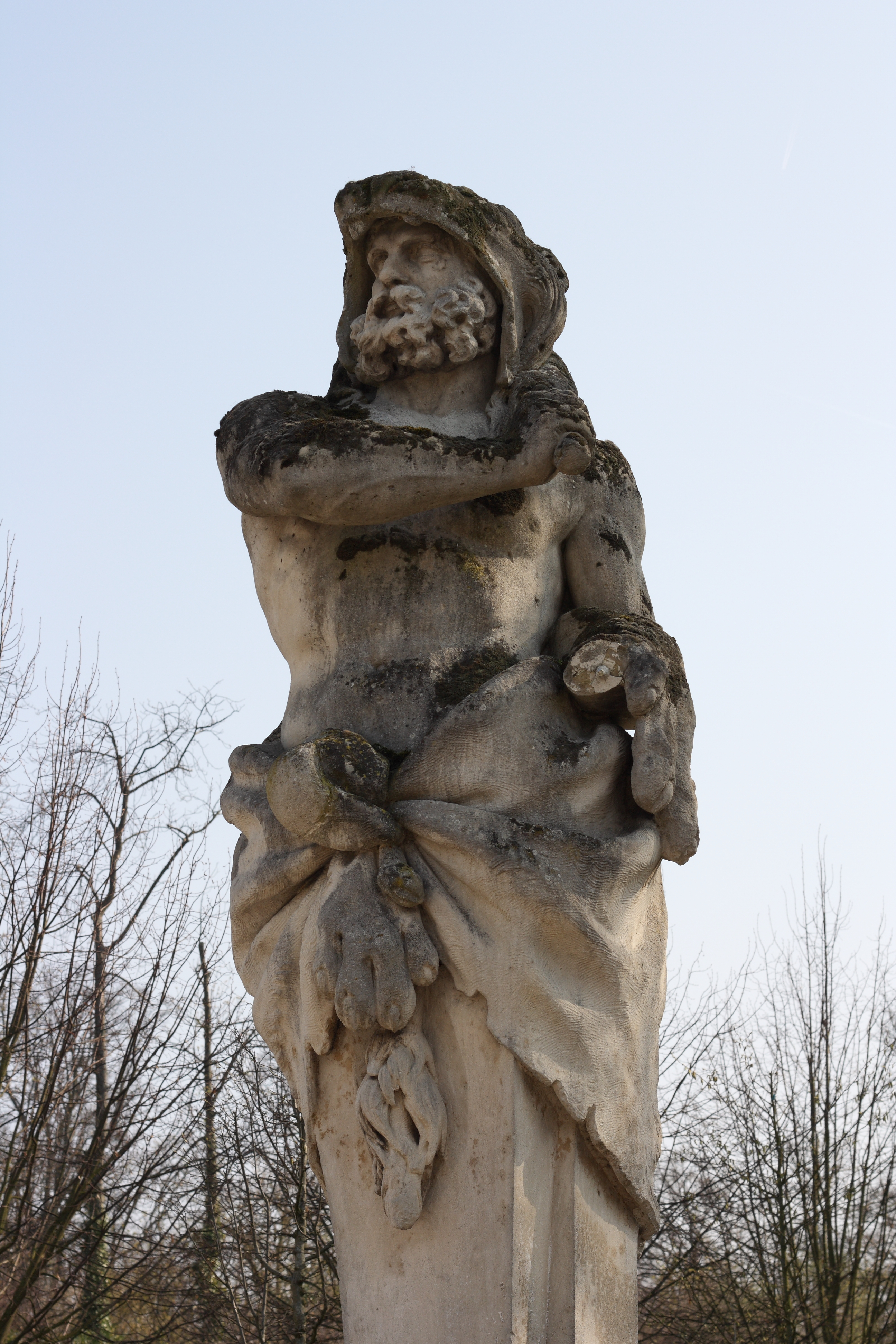
Skulptur des Herkules im Park des Schlosses in Saint-Cloud,  mit Signatur: "A. Ottin 1866"